# Холокост в Литве
Холоко́ст в Литве́ (лит. Holokaustas Lietuvoje) — систематическое преследование и истребление немецкими нацистами и литовскими коллаборационистами еврейского населения во время оккупации Литвы Германией (1941—1945 годы).
Геноцид евреев осуществлялся на основе официальной доктрины Третьего рейха «окончательного решения еврейского вопроса». На первом этапе проводились аресты и массовые убийства. С осени 1941 года небольшое число уцелевших изолировали в нескольких гетто, в конце оккупации было проведено почти поголовное уничтожение оставшихся. В результате такой политики было уничтожено до 95—96 % евреев, проживавших в Литве до начала войны.
Существенную роль в геноциде сыграло содействие нацистам со стороны местного населения. Холокост замалчивался в советской Литве, как и во всём СССР. После восстановления независимости Литвы тема Холокоста вообще и оценка деятельности коллаборационистов в частности является предметом научных исследований и вызывает дискуссии в обществе и среди учёных.

## Евреи в Литве до войны
Литва была одним из крупнейших центров еврейской теологии, философии и образования. С XVIII века Вильнюс (Вильно) был духовным центром ашкеназских евреев. Город называли «Литовским Иерусалимом», чем подчёркивалось влияние вильнюсской общины на еврейство во всём мире. Согласно переписи 1923 года, в Литве (без Клайпедского края) жило 153 743 еврея — 7,6 % от общей численности населения. В 1930-е годы рост литовского национализма привёл к ряду антисемитских выступлений и законодательным ограничениям прав евреев. Перед началом Второй мировой войны в независимой Литве проживало около 160 тысяч евреев, а в Вильно и его окрестностях, входивших на тот момент в состав Польши, — ещё около 60 тысяч.

### Предвоенный раздел Литвы
23 марта 1939 года Клайпедский край был передан Германии по её ультимативному требованию. Оттуда в Литву из-за преследований бежало 6 тысяч евреев. Последние 200 евреев покинули Клайпеду в апреле 1939 года. Некоторые из них подвергались нападениям.
После начала Второй мировой войны и раздела Польши между СССР и нацистской Германией Вильнюсский край, ранее входивший в состав Польши, был передан Советским Союзом Литве. В результате еврейское население Литвы выросло до 210—250 тыс. человек (около 10 % населения). После передачи Вильно Литве в городе произошёл еврейский погром.

### Присоединение к СССР
Литва была включена в состав СССР летом 1940 года. После этого прошла национализация предприятий, в том числе и еврейских, 6—7 тысяч евреев в июне 1941 года были высланы в Сибирь в рамках массовой депортации населения республики, были закрыты еврейские организации. При этом многие евреи заняли места во вновь формирующемся советском госаппарате и приняли участие в сталинских репрессиях. Масштабы участия евреев в советизации Литвы являются предметом дискуссии среди историков.
К моменту нападения Германии на СССР в Литве жило от 225 до 265 тысяч евреев, включая 13—15 тысяч беженцев из Польши, 6 тысяч беженцев из Клайпеды и 10—12 тысяч евреев в переданных из Белоруссии Литве осенью 1940 года районах. Присоединение Литвы к СССР отложило Холокост в Литве на один год, но усугубило судьбу литовских евреев, усилило враждебность литовцев, которые возлагали на евреев вину за советизацию страны.

## Оккупация
Немецкие войска вошли в Литву 22 июня 1941 года и захватили всю её территорию буквально за неделю. Из тех евреев, кто отправился на восток вслед за отступающей Красной армией, часть была вынуждена вернуться из-за того, что их не пропускали часовые на старой советской границе, многие были убиты литовскими националистами или погибли во время бомбардировок. Реально сумели эвакуироваться около 15 тысяч литовских евреев. Часть из них впоследствии воевала в составе 16-й стрелковой (Литовской) дивизии.
Литовцы приветствовали немцев как освободителей от советского режима, рассчитывая на восстановление независимости. Во многих городах Литвы в первый же день войны начались организованные вооружённые выступления подпольного в советский период Литовского фронта активистов (ЛФА), которые захватывали под контроль стратегически важные объекты и целые города, нападали на отступающие подразделения Красной армии и убивали советских активистов. 23 июня в Каунасе была провозглашена власть Временного правительства Литвы во главе с Юозасом Амбразявичусом. В Вильнюсе был сформирован самостоятельный Гражданский комитет Вильнюсского уезда и города (лит. Vilniaus miesto ir srities piliečių komitetas) во главе с профессором права Вильнюсского университета Стасисом Жакевичюсом В состав Гражданского комитета входил еврей, учёный-психолог Владимир Лазерсон, позднее убитый нацистами.
Немцы не признали Временное правительство и к 28 июля сформировали собственную администрацию в рамках Рейхскомиссариата Остланд. Генеральным комиссаром Литвы был назначен Теодор Адриан фон Рентельн. Территория генерального округа Литва (нем. Generalbezirk Litauen) была разделена на 4 области (нем. Gebiet) с центрами в Вильнюсе, Каунасе, Паневежисе и Шяуляе. 5 августа 1941 года Временное правительство Литвы было распущено германскими оккупационными властями, изданные этим правительством законы были аннулированы. 3 сентября оккупационные власти распустили Гражданский комитет Вильнюсского уезда. Лояльные германским властям сторонники ЛФА вошли в состав оккупационной полиции и местных администраций, литовскую администрацию Генерального округа Литва возглавил бывший генерал-лейтенант литовской армии Пятрас Кубилюнас.
В период с июня по декабрь 1941 года карательные функции на территории генерального округа Литва осуществляли айнзатцгруппы А и B. На базе айнзатцгруппы А в декабре 1941 года были сформированы органы полиции безопасности и СД. Начальником был назначен Карл Егер, в 1943 году Егера сменил оберфюрер СС Вильгельм Фукс. Управление полиции безопасности и СД размещалось в Каунасе. Немецкой полиции подчинялось Литовское управление безопасности (Литовская полиция безопасности — Lietuvos Saugumo Policija, LSP или «Saugumas»), некоторые подразделения которого напрямую возглавляли сотрудники СД. Полицию безопасности возглавил полковник Витаутас Рейвитис. Как пишет историк Арунас Бубнис, LSP непосредственно участвовала в геноциде евреев, организованном нацистами, и являлась «неотъемлемой частью» репрессивного механизма.

## Преследование и уничтожение евреев Литвы
Согласно «Энциклопедии Холокоста» и большинству литовских и зарубежных источников, уничтожение евреев Литвы проходило последовательно и целенаправлено в несколько этапов:
- Июнь — октябрь 1941 — аресты и массовые убийства.
- Ноябрь 1941, 1942 — март 1943 — концентрация оставшихся евреев в нескольких гетто.
- Апрель 1943 — июль 1944 — завершение уничтожения.

Международная комиссия по оценке преступлений нацистского и советского оккупационных режимов в Литве выделяет три этапа геноцида евреев в Литве:
- Июнь — август 1941 года — погромы и массовые расстрелы мужчин-евреев.
- Август — декабрь 1941 года — массовые, поголовные, целыми общинами убийства литовского еврейства, около 40 тысяч оставшихся заключены в гетто и трудовые лагеря.
- 1942—1944 — периодические убийства евреев в сравнительно меньших масштабах (1942—1943) и уничтожение оставшихся (1943—1944).

### Массовые расстрелы
В отличие от других оккупированных немецкими нацистами стран, где геноцид евреев проводился постепенно (начиная с ограничения гражданских прав, потом ограбление, концентрация евреев в гетто и перемещение их в лагеря смерти), массовые казни евреев в Литве начались с первых же дней.
Убийства евреев начались в первые дни войны, начиная с антисоветского восстания, отступления Красной армии и прихода немецкой армии. Антиеврейское насилие в стране началось ещё до прихода немцев. Убийства начались в приграничных населённых пунктах, они проводились немецкой полицией безопасности при содействии местных жителей и вспомогательных полицейских формирований. В частности, евреи Паланги и Кретинги были уничтожены в первые дни войны. Первая зафиксированная акция массового убийства произошла 24 июня в Гаргждай, погиб 201 еврей.
25 июня в Каунас прибыл командир айнзацгруппы «А» бригадефюрер СС Вальтер Шталекер. Он стимулировал лидеров националистов начать еврейский погром. С 25 по 29 июня литовские националисты во главе с Альгирдасом Климайтисом устроили в Каунасе массовую бойню евреев, во время которой погибло около 4000 человек. 4 и 6 июля тысячи евреев были убиты в девятом форте Каунасской крепости. Под Вильнюсом начались массовые расстрелы в Понарах. 29 октября произошло ещё одно крупное массовое убийство в Каунасе — в девятом форте было расстреляно 9200 евреев, в том числе 2007 мужчин, 2920 женщин и 4273 ребёнка.
Убийства в приграничной полосе проводились айнзацкомандой «Тильзит», состоявшей из сотрудников гестапо и SD Тильзита, а также охранной полиции Мемеля (Клайпеды). До конца августа 1941 года эта группа убила на литовско-германской границе 5502 человека, большинство из которых были евреями. 28 июня 1941 года по приказу коменданта Каунаса подполковника Юргиса Бобелиса был создан 1-й литовский батальон, известный также как Батальон защиты народного труда (TDA, лит. Tautinio darbo apsauga), в составе 400 человек. Они массово расстреливали евреев в VII форте Каунасской крепости. Убийства в литовской провинции организовывались в основном айнзатцкомандой 3 айнзатцгруппы А. В мобильной команде под руководством оберштурмфюрера Иоахима Хамана служило около десятка немцев и как минимум в 5 раз больше литовцев, которыми руководил лейтенант Бронюс Норкус. На местах им оказывали содействие сотрудники полиции, которые подчинялись соответствующей секретной директиве от полковника Рейвитиса. Во время крупных акций (в частности в Мариямполе и Рокишкисе) к расстрелам привлекались местные жители. В районе Вильнюса, и в первую очередь в Понарах, массовыми убийствами занимался «Ипатингас бурис» — аналог немецкой зондеркоманды, состоявший из литовских добровольцев, подчинённый айнзатцкоманде 9, а затем СД и полиции безопасности. 23 июля 1941 года спецотряд возглавил Юозас Шидлаускас, численность составляла от 200 человек вначале до 50 впоследствии.
С августа по декабрь на территории Литвы было убито от 130 до 140 тысяч евреев. Командир айнзацкоманды 3 Карл Егер 1 декабря 1941 года составил подробный отчёт о массовых убийствах. Согласно отчёту, подразделением в тесном сотрудничестве с литовскими добровольцами был уничтожен 136 421 еврей (46 403 мужчины, 55 556 женщин и 34 464 ребёнка), а также 1064 коммуниста, 653 психически больных и 134 прочие жертвы.

### Концентрация в гетто
По решению Временного правительства Литвы от 29 июня в крупных населённых пунктах были созданы еврейские гетто. Немцы назначали руководство гетто — так называемые юденраты (еврейские советы). 13 августа оккупантами была учреждена еврейская полиция, которая обязана была поддерживать правопорядок на территории гетто.
С 8 июля военная администрация приказала евреям носить специальные отличительные знаки в виде белого квадрата с жёлтым кружком, а с 15 июля — белую повязку на руке с жёлтой Звездой Давида и буквой «J» (нем. Jude). Евреи были лишены права ходить по тротуарам и посещать общественные места, еврейское имущество было конфисковано, евреи подлежали привлечению к принудительному труду. Если летом убивали в основном евреев в провинции, то с сентября по ноябрь — в гетто больших городов.
К ноябрю 1941 года остатки еврейских общин (около 40—43 тысяч человек) были сосредоточены в гетто четырёх городов — Вильнюса, Каунаса, Шяуляя и Швянчёниса, где их заставляли работать на немецкую военную промышленность. Условия жизни в гетто были невыносимыми из-за сильной скученности, недостатка питания и распространения болезней. В вильнюсском гетто работали 28 мастерских, в каунасском — 40. Власть руководства гетто была достаточно существенной. Например, еврейский суд шяуляйского гетто осудил трёх еврейских спекулянтов к «телесному наказанию и тюремному заключению», а четвёртого передали полиции безопасности. В июне 1942 года суд в вильнюсском гетто приговорил к смертной казни через повешение шесть евреев, которые были признаны виновными в убийстве других узников.
Всего к концу января 1942 года в результате массовых казней, смерти от холода и голода в Литве погибло 185 000 евреев (80 % жертв Холокоста в Литве). К этому времени в гетто Вильнюса было около 20 000 евреев, Каунаса — 17 000, Шяуляя — 5000, Швянчёниса — около 500 человек.
Вильнюсское гетто было одним из немногих, где оккупанты разрешили «культурную жизнь» — в нём работали театр, библиотека, школа. Школа была также в Шяуляйском гетто. При этом периодически проводились «акции» (Aktionen), в ходе которых нацисты уничтожали узников, но масштабы убийств были значительно меньшими, чем летом и осенью 1941 года. 27 мая 1942 года в Генеральном округе Литва была проведена перепись населения, евреи в эту перепись не включались вообще. В период относительного «спокойствия» в гетто действовали десятки разных служб и организаций, включая партийные.

### Полное истребление
4—5 апреля 1943 года в Понарах были убиты все 4000 человек, узников гетто в Швянчёнисе и ряда небольших гетто в районе Вильнюса. 21 июня Генрих Гиммлер издал приказ о ликвидации всех гетто и передаче оставшихся евреев в концентрационные лагеря. В конце лета управление гетто было передано от гражданских властей органам СС.
С 6 августа по 23 сентября 1943 года прошла депортация узников вильнюсского гетто. Около 15 тысяч евреев были депортированы в трудовые лагеря Эстонии и Латвии. 5000 евреев были отправлены в лагеря смерти, расположенные в Польше. Около 2—3 тысяч из этих заключённых впоследствии были освобождены. Вильнюсское гетто было ликвидировано, в городе осталось около 3000 евреев в трёх небольших лагерях.
23 июня 1943 года Каунасское и Шяуляйское гетто были преобразованы в концентрационные лагеря, которые просуществовали до времени прихода Красной Армии, в июле 1944 года.
Часть евреев каунасского гетто была депортирована в Эстонию. 27—28 марта 1944 года в каунасском концлагере и его филиалах прошла акция, в ходе которой были убиты около двух тысяч детей, пожилых евреев и инвалидов. Аналогичным образом происходили события в шяуляйском гетто: в сентябре 1943 года его узники были депортированы в различные концлагеря, 5 ноября 1943 года было убито около 800 детей, стариков и инвалидов.
10—12 тысяч евреев из этих двух гетто перед наступлением Красной армии в июне 1944 года были перевезены в концентрационные лагеря Германии. 27 января 1945 года Красная армия освободила Клайпеду, а 2 мая остатки выживших евреев Каунаса и Шяуляя были освобождены американскими войсками из концлагеря Дахау.

## Убийства иностранных евреев в Литве
На территории Литвы осуществлялись также убийства иностранных евреев, депортированных нацистами из европейских стран. В отличие от Латвии и Белоруссии, где их привозили в гетто, в Литве иностранных евреев сразу уничтожали, не давая ни одного шанса на спасение. Так, между 25 и 29 ноября 1941 г. в Каунас прибыли поезда из Германии, доставившие 4934 еврея-уроженца Германии и Австрии. Все они были расстреляны.
Всего на территории Литвы было убито от 8 до 10 тысяч польских евреев и 6 тысяч евреев из других стран Европы.

## Статистика жертв
По данным Международной комиссии по оценке преступлений нацистского оккупационного режима и их пособников в Литве, общее число жертв геноцида составило от 200 000 до 206 000 человек, в том числе:
- около 190 тысяч литовских евреев;
- от 8000 до 10 000 еврейских беженцев из Польши;
- около 5000 евреев из Австрии и Германии;
- 878 французских евреев.

Предполагается, что 80 % литовских евреев были убиты до 1942 года, уцелело только несколько тысяч евреев. На 31 июля 1945 года в Вильнюсе проживало всего 3497 евреев. Известно и исследовано более 200 мест уничтожения евреев в Литве, печальное первенство среди которых занимают Понары, где было уничтожено в целом более 100 тыс. чел., включая евреев, Алитус — 60 тыс., лес Антавиляй — 25 тыс., деревня Большие Каркленаи — 10 тыс., IX форт Каунасской крепости — 80 тыс., Вирбалис — 10 тыс. и др.
К 1959 году в Литве проживало 16 тысяч евреев, в результате эмиграции в Израиль к концу 2010 года осталось только 4 тысячи.

## Роль местного населения в геноциде евреев
Существенную роль в уничтожении евреев Литвы сыграло активное пособничество нацистам местного населения.
Холокост был начат членами «Литовского фронта активистов» до прихода немецких оккупационных войск 22 июня 1941 года. Соломонас Атамукас отмечает, что это не были одиночные лица или толпа, но «организованная сила, в том числе литовские военно-полицейские формирования, охранные батальоны», которые осознанно содействовали оккупантам в деле уничтожения евреев не только в Литве, но также в Польше и Белоруссии. В частности, литовские подразделения участвовали в ликвидации Варшавского гетто. Свыше 19 тысяч белорусских евреев уничтожил 12-й литовский полицейский батальон под командованием Антанаса Импулявичюса. Жестокостью литовских полицейских в акциях против белорусских евреев возмущался даже немецкий комендант Слуцка.
Среди причин массового участия литовцев в геноциде называются:
- месть литовцев, пострадавших от Советской власти, и существовавшее среди них предубеждение, что евреи ответственны за советскую аннексию территории Литвы, а также последующие аресты и депортации в Сибирь[10][69].
- приспособленчество к новой власти, сказывающееся в устройстве любой ценой для себя «лучшей» жизни;
- покаяние и очищение «еврейской кровью» сотрудничавших с советской властью литовцев, членов коммунистической партии и комсомола;
- антисемитизм сторонников фашистско-националистического движения, которое подавлялось до войны литовским правительством;
- обогащение за счёт присвоения еврейской собственности.

Часть населения Литвы была замешана в уничтожении евреев как «случайные» участники. Однако Альфонсас Эйдинтас пишет, что радикальный антисемитизм сильно вырос ещё в предвоенный период и был широко распространён среди литовцев.
Многие литовцы отрицали их добровольное участие в Холокосте в национальном масштабе или неохотно признавали участие в нём сельских жителей, являющихся «маргиналами» литовского общества. Тем не менее, историки выявили более тысячи литовцев, принимавших участие в геноциде, а Саулюс Сужеделис считает, что по самой консервативной оценке таких было не менее нескольких тысяч человек.
В настоящее время Центр исследования геноцида и сопротивления жителей Литвы располагает сведениями о гражданах страны, принимавших участие в уничтожении еврейского населения республики. Однако директор Центра А. Якубаускас, ссылаясь на незаконность публикации личных данных и презумпцию невиновности, отказывается обнародовать списки, что вызывает недовольство местной еврейской общины. Ранее также депутат Сейма В. Ракутис заявил, что «в геноциде виноваты не литовцы, а сами евреи».
Некоторые литовские исследователи утверждают, что литовцы участвовали в антиеврейской кампании под немецким контролем и руководством, а ряд еврейских авторов возражает, что бойцы литовского антисоветского сопротивления убивали евреев самостоятельно без разбора на коммунистических активистов и непричастных. Дов Левин пишет, что среди литовцев, участвовавших в геноциде, была значительная доля тех, чьи родственники были убиты или сосланы во время советизации Литвы. А Цви Колитц обращает внимание, что сожжение еврейских книг, жестокие издевательства над раввинами и религиозными евреями невозможно объяснить ненавистью к советской власти.
Дискуссионной остаётся роль Временного правительства. Документы подтверждают его антиеврейскую позицию и политику. Наиболее очевидным показателем антисемитизма этого органа был проект «Положения о статусе евреев» (лит. Žydų padėties nuostatai) от 1 августа 1941 года.

## Антинацистское сопротивление
С самого начала оккупации евреи вынуждены были вести ежедневную борьбу за выживание. Большая часть сопротивления осуществлялась в повседневной и бытовой сфере. Например, в условиях, когда паёк узников не обеспечивал уровня физического выживания, важными задачами были добывание продуктов питания и нелегальная доставка их в гетто. Несмотря на требования немецких властей сообщать о каждом случае инфекционных заболеваний и запрет на беременность и роды, врачи замалчивали эту информацию, укрывая больных, рожениц и «незаконных» младенцев, несмотря на угрозу суровых наказаний. Важной частью жизни в гетто было культурное и духовное сопротивление, например, подпольные школы, совершение религиозных обрядов и т. п. Многие пытались бежать из гетто, другие пытались спасти детей, обращаясь для этого к нееврейским знакомым за пределами гетто.
Кроме побегов для попыток спасения от облав и акций уничтожения использовались специально построенные укрытия, так называемые «малины» или бункеры. Немцы и коллаборационисты сжигали дома или взрывали их вместе с укрывшимися в малинах. Бункеры также использовались еврейскими подпольщиками для хранения оружия и других запасов.
Существует много отчётов об индивидуальных акциях отчаянного сопротивления уже в первые дни, с началом массовых убийств. Многие молодые и сильные евреи, защищаясь, нападали на немцев и литовских полицейских с голыми руками, холодным оружием и любыми подручными средствами. Так, в городе Скуодас Ицхак Малкензон, самый сильный человек в городе, напал на одного из палачей и «задушил его голыми руками, прежде чем его (собственная) голова была пробита немецкой пулей».
В вильнюсском гетто была создана крупная подпольная организация (идиш פֿאַראײניקטע פּאַרטיזאַנער אָרגאַניזאַציִע‎ — Фарейникте партизанер организацие, или ФПО), которую возглавляли Ицик Виттенберг и Абба Ковнер. Уцелевшие подпольщики впоследствии присоединились к партизанам. Гимном всех еврейских партизан Восточной Европы стала песня узника вильнюсского гетто, впоследствии погибшего в Эстонии Гирша Глика «Не говори, что ты идёшь в последний путь» («Зог нит кейн мол», идиш זאָג ניט קיינמאָל, אז דו גייסט דעם לעצטן וועג‎). Партизанской борьбой в Литве руководили второй секретарь ЦК КП Литвы Ицик Мескуп, заместитель заведующего отделом ЦК КП Литвы Генрих Зиманас и участник революционного движения в Литве Лейб Соломин.
К 1 апреля 1943 года на территории генерального округа Литва действовали 29 советских партизанских отрядов общей численностью в 199 человек, состоявших в основном из бежавших из гетто и концлагерей евреев. К лету 1944 года численность еврейских партизанских отрядов в Литве составляла 700 человек. Среди командиров известны Генрих Зиманас, Абба Ковнер, Хаим Елин и Иосиф Глазман. По мнению Ильи Альтмана, общая численность еврейских партизан в Литве превышала 1000 человек.

## Спасение и помощь евреям
Многие жители Литвы помогали евреям и спасали их с риском для собственной жизни. За евреев заступались некоторые литовские националисты, в частности Пятрас Паулайтис. В Литве насчитывался 924 человека, которым за спасение евреев Институтом Катастрофы и героизма Яд ва-Шем было присвоено звание Праведник народов мира. По числу Праведников Литва занимает шестое место после Польши, Нидерландов, Франции, Украины и Бельгии.
В 1940 году консул Японии в Литве Тиунэ Сугихара, вопреки инструкциям руководства японского МИДа, массово выдавал транзитные японские визы польским и немецким евреям — беженцам от нацистов. Консул Нидерландов в Литве с 1939 года Ян Звартендейк выдавал евреям свидетельства о том, что для въезда в голландскую колонию Кюрасао въездная виза не требуется, которые служили неким заменителем визы. Советские дипломаты согласились пропускать людей с такими псевдовизами через территорию СССР. Официально были зарегистрированы 2139 японских транзитных виз, но фактически выдано около 6000. С этими визами беженцы могли проследовать на Дальний Восток, в Японию и далее на своё усмотрение. Считается, что Сугихара помог спастись до 10000 человек. Кроме звания праведника мира, Сугихаре присвоено несколько польских и литовских наград. В 1991 году заслуги Сугихара были признаны и в самой Японии. В Каунасе, в доме, где с 1939 года было представительство Японии, теперь работает музей Сугихары.
Евреям вильнюсского гетто активно помогал фельдфебель вермахта Антон Шмид, который был за это расстрелян нацистами 13 апреля 1942 года. Много евреев спасла семья писателя Казиса Бинкиса, настоятельница женского Доминиканского монастыря Анна Борковска, семья русских старообрядцев Корабликовых, викарий Андрей Гдовский и другие жители Литвы.
Множество историй о помощи евреям со стороны их литовских соседей описано в книге Альфонсаса Эйдинтаса «Литва, евреи и Холокост».

## Память о Холокосте

### Советское время
После окончания войны властями СССР намеренно замалчивалась сущность Холокоста. В частности, имея полномасштабную и документированную картину геноцида литовских евреев, советские власти называли погибших исключительно «советскими гражданами». При этом, как отмечает Олег Будницкий, рост антисемитизма в послевоенные годы сделал невозможным официальное увековечивание памяти жертв Холокоста. Ещё одной причиной, по которой советская власть не хотела публичного обсуждения данного вопроса, было участие в убийствах евреев коллаборационистов, в том числе и литовских. Советская власть боролась с националистами и не хотела, чтобы эти проблемы дебатировались при обсуждении преступлений против евреев.
В Литве в память жертв Холокоста, без указания их этнической принадлежности, было установлено несколько памятников, в том числе в 1984 году — в IX форте Каунасской крепости. В 1945 году был установлен памятник убитым в Понарах, но в 1952 году он был снесён.
Тем не менее, тему Холокоста часть литовской интеллигенции и диссидентов начала обсуждать уже в 1970-е годы. В частности, о необходимости честно посмотреть на историю литовско-еврейских отношений высказывались Томас Венцлова и Антанас Терляцкас. В то же время в советской историографии о евреях либо не упоминалось вовсе, либо ответственность за преследования возлагалась полностью на нацистскую Германию. Научные исследования Холокоста и антисоветского сопротивления были практически под запретом.

### Независимая Литва
8 мая 1990 года, через 2 месяца после объявления о восстановлении независимости, литовский парламент принял декларацию «Относительно геноцида еврейского народа в Литве в годы нацистской оккупации». Согласно этому документу, Литовская республика обязалась сохранять память о жертвах геноцида еврейского народа и бороться с любыми проявлениями антисемитизма. Вскоре уроки Холокоста были включены в качестве обязательной темы в рамках программ по истории для 5, 10 и 12 классов средней школы. С 1994 года 23 сентября Литва ежегодно отмечает Национальный день памяти жертв Холокоста, приуроченный к дате ликвидации Вильнюсского гетто в 1943 году. Между тем председатель Еврейской общины Литвы Фаина Куклянски отмечает, что внимание к этому дню со стороны государственных структур недостаточно.
1 марта 1995 года президент Литвы Альгирдас Бразаускас с трибуны израильского парламента извинился за тех сограждан-литовцев, которые безжалостно убивали, грабили, уничтожали евреев.
С 2002 года Литва является членом Международной организации по сотрудничеству в увековечивании и изучении Холокоста.
Сейм Литвы объявил 2011 год «Годом памяти жертв Холокоста». Правительство страны приняло меры для охраны старинного еврейского кладбища в Вильнюсе. В 2011 году парламент Литвы постановил выплатить компенсации оставшимся евреям и членам их семей, чьё имущество было конфисковано во время Второй мировой войны. 10 июня 2011 года, представляя послам иностранных государств программу «Года защиты свободы, великих утрат и памяти жителей Литвы, ставших жертвами Холокоста», министр иностранных дел Литвы Аудронюс Ажубалис сказал:

70 лет назад Литва переживала тяжёлое и очень болезненное состояние. Результат: мы потеряли треть своего народа, на нашей земле осуществлялся геноцид, Холокост. По прошествии 70-ти лет мы пытаемся вспомнить, оценить эти события, найти общий взгляд на историю.
5 февраля 2012 года в ходе визита в Израиль Аудронюс Ажубалис посетил мемориал Яд ва-Шем. Он заявил, что «Холокост является крупнейшей трагедией всей Литвы».
В 2016 году, к международному дню памяти жертв Холокоста, была опубликована книга («Наши») литовской писательницы Руты Ванагайте, подробно описывающая хронику Холокоста в Литве, а также какую роль играли литовцы в данном геноциде. Книга вызвала неоднозначную реакцию в литовском обществе: одни поддержали писательницу, отметив, что признание обществом своего участия в Холокосте является важным шагом к миру и пониманию, другие же обвинили писательницу в измене родине и стали причислять её к евреям. В августе того же года в Молетай состоялся марш в память 700 евреев, расстрелянных там 29 августа 1941 года. В марше в составе 3,5 тыс. участников были мэр Молетай, президент Литвы Даля Грибаускайте и множество других известных деятелей Литвы. В 2018 году книга "Наши" была издана на русском языке.
По мнению Руты Ванагайте, на бытовом уровне и даже в кругах историков тема Холокоста как правило замалчивается и игнорируется. Это связано с чувством позора, распространённым антисемитизмом, даже среди тех людей, которые за свою жизнь не встречали ни одного еврея, а также официальной политикой властей, продвигающих роль литовцев, как жертв тоталитарных режимов, но не «палачей», как это случилось в отношении к евреям. Помимо этого, те немногие, кто выжил после Холокоста и не уехал из Литвы, как правило, боялись об этом рассказывать из-за страха перед расправой.

### Историография и мемориализация
Распад СССР и рассекречивание архивов открыли возможности для исследовательской работы в области Холокоста. И хотя изучение этой темы далеко от полноценного, литовские и зарубежные источники за период после восстановления независимости Литвы существенно продвинулись в её исследовании. Большой вклад в это внесли Альфонсас Эйдинтас, Валентинас Брандишаускас, Арунас Бубнис, Людас Труска, Вигантас Варейкис, Кристоф Дикман и Саулюс Сужеделис.
В 1998 году указом президента Литвы была создана Международная комиссия по оценке преступлений нацистского и советского оккупационных режимов в Литве. Главой подкомиссии по оценке преступлений нацистского режима, в том числе преступлений Холокоста, был назначен профессор Людас Труска. Членами подкомиссии стали Эндрю Бейкер, доктор Иоахим Таубер, профессора Юлиус Шмулкштис, Саулюс Сужеделис и Мартин Гилберт. В 2007 году комиссия прекратила работу, а в 2012 эта деятельность была возобновлена. Для школьного образования комиссия подготовила программу «Еврейский Вильнюс» и методические планы уроков преподавания Холокоста. В 2004—2006 годах комиссией выпущены 3 тома книжной серии «Преступления тоталитарных режимов в Литве. Нацистская оккупация».
На начальном этапе исследований часть литовских историков рассматривала деятельность антисоветского сопротивления и Временного правительства только в контексте освобождения Литвы от коммунистического господства. Описывая этот подход, Гекторас Виткус писал, что Июньское восстание и деятельность Временного правительства «для литовцев важнее, чем Холокост». Впоследствии указанные темы начали рассматриваться с учётом влияния нацистской Германии и присущего многим деятелям Литовского фронта активистов и Временного правительства радикального национализма и антисемитизма. Тем не менее, у историков остаются значительные разногласия о существенности фактора антисемитизма среди руководства литовского сопротивления и степени его влияния на население, а также соотношение антикоммунистического и расового факторов в антисемитском насилии. Центр исследований геноцида и сопротивления жителей Литвы собрал масштабную библиографию по теме Холокоста.
Тема Холокоста в Литве также подробно изучается за пределами Литвы. Например, известный израильский историк Дина Порат в 1994 году опубликовала статью, в которой выделила три уникальных аспекта этой темы: скорость и масштабы убийств, участие местных жителей и восприятие катастрофы литовских евреев. Кроме этого, Юрген Маттеус выделяет также книги и статьи Ицхака Арада, Михаэля Маккуина, Конрада Квиета, Вольфганга Бенца и многих других авторов.
В Литве существуют музеи, часть экспозиции которых посвящена Холокосту. В первую очередь это Государственный еврейский музей Виленского Гаона и Музей оккупации и борьбы за свободу. Музей Виленского Гаона проводит исследовательскую работу по изучению Холокоста. В частности, в 2011 году им издан Holocausto Expozicios Katalogas на литовском и английском языках и создан проект Lithuanian Holocaust Atlas. К этому же музею относится Паняряйский мемориал. Крупнейший в Литве мемориал построен в IX форте Каунасской крепости, в музее которого большая часть экспозиции посвящена Холокосту. После восстановления независимости было создано множество мемориалов жертвам Холокоста.
Проблема увековечивания мест массовых убийств решена в Литве на государственном уровне. Обозначено более 200 таких мест, на многих из них установлены памятники.

## Споры и конфликты, касающиеся темы Холокоста

### Концепция «двойного геноцида» и отрицание Холокоста
Многие историки и политики Литвы придерживаются так называемой концепции «двойного геноцида», согласно которой нацистский и коммунистический режимы были одинаково преступны. Следствием этого подхода, по мнению ряда литовских и зарубежных критиков, являются нивелирование нацистской политики геноцида и замалчивание массового участия в нём литовцев.
В рамках этой концепции поправки в Уголовный кодекс, принятые в 2009 году, устанавливают ответственность от штрафа до 2 лет лишения свободы за отрицание советской агрессии и публичное одобрение оккупации, отрицание или умаление преступлений против человечности, геноцида или военных преступлений.
В 2010 году историком Пятрасом Станкерасом, работающим в МВД Литвы, в еженедельнике «Вяйдас» была опубликована статья с отрицанием Холокоста. Он заявил, что Нюрнбергский процесс был «крупнейшим правовым фарсом в истории», который создал правовую базу для «легенды о якобы 6 миллионах убитых евреев». Это вызвало возмущение в Европе, послы семи стран выразили протест. Издатель и главный редактор журнала принесли извинения читателям за эту публикацию. Станкерас ушёл в отставку. Министр внутренних дел Раймундас Палайтис заявил, что мнение Станкераса не имеет ничего общего с позицией министерства. Несмотря на то, что отрицание Холокоста запрещено законом, никаких обвинений против Станкераса литовская прокуратура не выдвинула.

### Отношение к коллаборационистам
Количество нацистских преступников, проживавших в начале XXI века в Литве, было больше, чем в любой другой стране Восточной Европы. 12 литовцев, лишённых гражданства США в связи с их сотрудничеством с нацистами, вернулись в Литву, однако судебные дела были возбуждены лишь в отношении троих — при этом ни один не понёс наказания.
Наиболее громким скандалом было дело Александраса Лилейкиса — начальника полиции безопасности в Вильнюсе, который был лишён гражданства США в связи с доказанной причастностью к геноциду. Дело против него в Литве затягивалось в течение нескольких лет, пока он не умер.
18 мая 2012 года в Каунасе с почестями были перезахоронены привезённые из США останки Юозаса Амбразявичюса — премьер-министра Временного правительства Литвы с 23 июня по 5 августа 1941 года, лидера Литовского фронта активистов. Это вызвало протесты ряда литовских интеллектуалов, российского правительства и ряда еврейских организаций, которые отметили, что возглавляемый Амбразявичусом Фронт активистов несёт ответственность за убийства большей части еврейского населения Литвы.
Как пишет Томас Лэйн в книге «Литва: путь на Запад», литовцы из-за долгой жизни за «железным занавесом» не оценили чувствительности западной общественности к теме Холокоста. Их попытки отрицать массовое участие литовцев в геноциде евреев, а также частично оправдывать его участием евреев в советизации Литвы, не вызвали понимания.

### Преследование еврейских партизан
На фоне отсутствия преследования литовцев, причастных к геноциду евреев, литовские правоохранительные органы проводят активные следственные действия в отношении бывших советских партизан еврейского происхождения в связи с обвинениями в убийствах мирных жителей.
В ходе расследования массового убийства в Канюкай прокуратура Литвы в 2007 году вызвала на допрос одного из основателей Мемориала Яд ва-Шем и члена Международной комиссии по расследованию преступлений оккупационных режимов в Литве бывшего партизана Ицхака Арада. Кроме него, в мае 2008 года в качестве свидетелей привлекались партизанки Фаня Бранцовская и Рахиль Марголис (1921—2015). Эти действия стали поводом для крупного международного скандала. Министерство юстиции Израиля отказалось содействовать литовской прокуратуре. В 2009 году дело в отношении Арада было закрыто за недостаточностью улик, но извинений прокуратура не принесла. В знак протеста против преследования Ицхака Арада ещё один бывший партизан, профессор Дов Левин, вернул президенту Литвы Валдасу Адамкусу полученную от предыдущего президента в 1993 году награду за героизм, проявленный в борьбе с нацистами.
Ещё один крупный скандал произошёл вокруг попытки привлечь к ответственности за клевету бывшего узника каунасского гетто, председателя «Ассоциации евреев-выходцев из Литвы» израильского адвоката Иосифа Меламеда. Ещё в 1999 году Меламед послал генпрокурору Литвы список из нескольких тысяч литовцев, которых обвинял в геноциде евреев на основании собранной им документации из воспоминаний выживших. Через 10 лет, когда большинство из подозреваемых умерло, Прокуратура Литвы по требованию ряда депутатов литовского парламента начала расследование в отношении самого Меламеда. Израильская пресса в самых резких выражениях отреагировала на попытку допросить Меламеда через запрос в израильское Министерство юстиции. В связи с этими событиями в августе 2011 года израильский мемориал «Яд ва-Шем» отменил своё приглашение литовским чиновникам на симпозиум, посвящённый Холокосту.

### Вандализм
В независимой Литве акции вандализма в отношении памятников жертвам Холокоста происходят регулярно — примерно 8—10 случаев в год. Так, в начале июля 2011 года на месте массового расстрела в Понарах на мемориальном камне появилась надпись «Гитлер был прав». Аналогичные события ранее происходили в девятом форте Каунасской крепости, в Вильнюсе и других городах. Неоднократно повреждались неизвестными могильные камни на еврейских кладбищах в Каунасе, Вильнюсе, Паланге и других местах, где раньше проживали еврейские общины. Власти чрезвычайно редко выражают осуждение этих акций и не предпринимают эффективных мер к розыску и наказанию вандалов.

## В литературе и искусстве
О событиях Холокоста был издан ряд мемуаров. Свидетелем массовых убийств в Понарах был поляк Казимеж Сакович, погибший в 1944 году. Его дневник с описанием увиденного был найден после войны и издан на польском языке сотрудницей Еврейского музея в Вильнюсе Рахилью Марголис. Впоследствии дневник Саковича был переиздан на английском. Юзеф Мацкевич издал документальный очерк «Понары — База» в 1945 году в польском журнале «Ожел Бялы». Подробная информация о шяуляйском гетто стала известна благодаря найденному дневнику секретаря юденрата Элиезера Ерушалми. Некоторые выжившие евреи также издали свои воспоминания, в том числе участники сопротивления.
Споры о смещении акцентов в отражении участия литовцев в геноциде вызвал документальный фильм «Когда возле Юрбаркаса звучал идиш» режиссёра Саулюса Бержиниса. Холокост в Литве затрагивается в ряде произведений писателя и кинорежиссёра Эфраима Севелы. Спасение литовских евреев во время войны освещается в художественном фильме Романа Качанова «Арье».
Тема Холокоста оказала существенное влияние на творчество родившегося и выросшего в Каунасе французского философа Эммануэля Левинаса, родители и братья которого были убиты во время немецкой оккупации Литвы.